# Affaire du bal d'Issy-les-Moulineaux de 1972
L'Affaire du bal d'Issy-les-Moulineaux est une affaire judiciaire française d'attaque avec armes puis de viol en réunion qui s'est déroulée à partir de juillet 1972 dans la ville d'Issy-les-Moulineaux, dans les Hauts-de-Seine, lors d'un bal populaire organisé par des militants du Secours rouge pour des ouvriers yougoslaves de Citroën occupant deux maisons vides.
Le bal est attaqué par un commando de la Confédération française du travail (CFT), un syndicat jaune, proche du patronat et du Service d'action civique (SAC), l'association violente au service des intérêts gaullistes. Ce commando blesse des participants du bal, parmi lesquels il enlève deux jeunes femmes, et viole l'une d'elles.
Les différents juges d'instruction ne sont pas parvenus à résoudre l'affaire, malgré de nombreux suspects,,.

## Histoire

### Contexte
Dans la nuit du 13 au 14 juillet 1972, le Secours rouge organise un bal populaire dans un quartier d'Issy-les-Moulineaux, peuplé d'ouvriers immigrés, dont la plupart sont yougoslaves et travaillent chez Citroën, à l'usine Javel, certains habitant dans un lieu collectif occupé. 
En janvier 1972, dans le sillage de l'activisme d'extrême gauche autour de la cause palestinienne de novembre 1971 dans le 18e arrondissement de Paris, une famille de huit enfants qui vivait depuis deux ans en caravane, sous un pont de chemin de fer, s'était déjà installée illégalement dans la villa inoccupée du pianiste de la chanteuse Rika Zaraï, dénigrée pour son soutien militant à Israël, sur les hauteurs dominant la Seine, au 13 rue Henri-Tariel,. Ensuite, le Secours rouge lance en février 1972 sa campagne pour l'occupation de maisons vides, annoncée en première page du deuxième et dernier numéro de son journal, Secours rouge : « Occuper les maisons vides c'est normal ». Ce « mouvement » fera l'objet de l'étude d'Eddy Cherki parue en 1973, dans la revue Espaces et Sociétés,. Selon cette étude, entre janvier 1972 et janvier 1973, les militants organisent illégalement près de 70 expropriations « sauvages » de maisons inoccupées et plus d'une dizaine d'immeubles vides sont occupés. À Issy-les-Moulineaux, le Mouvement de libération des femmes a au même moment appuyé en février 1972 une révolte dans un foyer de mères célibataires : dix-neuf d'entre elles se sont mises en grève de la faim, fondent un crèche « sauvage », et avec l'aide du Secours rouge écrivent une pièce de théâtre jouée sur le marché.
La communauté des ouvriers yougoslaves qui vivait dans des baraquements à Clamart occupe à son tour deux maisons vides dans la commune voisine d'Issy. Ce sont des militants du Secours rouge qui les avaient aidé à opérer ce transfert et cette occupation alors que la première des occupations, celle d'un immeuble boulevard de la Chapelle à Paris, avait été effectuée sans leur aide. 
Un groupe de 26 familles, travaillant souvent dans le secteur du nettoyage ou de l'automobile, en grande majorité yougoslaves, sont arrivées ensemble pour occuper en force deux vastes maisons vides, 4 et 6 rue Jeanne-d'Arc, remises à neuf et repeintes. Le samedi 17 juin, la communauté « yougo » de la rue Jeanne-d'Arc réunit 160 mal-logés de la région parisienne, et des militants de la Butte-aux-Cailles, leur demandent de venir tous le 1er juillet pour empêcher l'expulsion de quatre familles françaises. 
Le squat avait fait l'objet de manifestations de défense dès le printemps. L'une d'elles, le 16 avril 1972, pour protester contre l'expulsion de trois immeubles occupés le week-end précédent, est frappée d'interdiction par la préfecture de police. C'est aussi pour fêter cette occupation victorieuse des Yougoslaves à Issy qu'est organisé le bal.

### Affrontement et enlèvement
Au soir du bal, vers minuit, un groupe d'une quarantaine d'hommes armés de matraques fait irruption. Ceux-ci sont arrivés pour certains dans des camionnettes appartenant vraisemblablement au parc d'automobiles de l'usine Citroën. Ils attaquent les danseurs avec violence. Il y a dix blessés au cours de l'affrontement, mais ils sont finalement repoussés. Deux des assaillants, Antonio Martinez Magalhes et Antoine Diaz,, sont rattrapés et capturés. Il s'avère que tous deux sont employés chez Citroën, et l'un d'eux a fait l'erreur de conserver dans son portefeuille sa carte d'adhérent de la Confédération française du travail (CFT), le « syndicat indépendant » de Citroën, réputé proche du patronat et du Service d'action civique (SAC),, l'association violente au service des intérêts gaullistes. Elle porte le no 5345. Les deux captifs révèlent que le raid a été organisé par Marcel Vermot, ancien parachutiste de l'armée et chef du service de gardiennage de l'usine Citroën Javel, et ordonné par Louis Pansart, chef de secteur de la même usine,.
Cependant, parmi les membres du commando en déroute, cinq hommes emmènent de force deux otages : Martine L., une jeune fille de 17 ou 18 ans, et Danielle Lévy, « professeur de psychanalyse » à l'université Paris-VIII, âgée de 28 ans.
La séquestration des deux femmes et les viols ont lieu dans une fourgonnette garée à l'intérieur même de l'usine Citroën Javel,.  
Les deux victimes sont ensuite relâchées dans un bois proche de la gare de Versailles-Chantiers. Leurs récits déclenchent la fureur, dans un climat au bord du lynchage, certains parlant même d'exécuter sur place les deux prisonniers. Une femme yougoslave fait une proposition qui est finalement acceptée : le lendemain, un cortège traverse la ville pour les conduire au commissariat avec une pancarte au cou mentionnant : « Je suis un fasciste de la CFT. J'ai participé à un commando qui a attaqué un bal, blessé cinq personnes, enlevé deux jeunes filles et violé trois fois l'une d'entre elles. Que doit-on faire de moi ? ». Ensuite, les deux prisonniers sont remis à la police, qui les libérera discrètement dès le lendemain.

### Enquêtes de justice
Ensuite, les violeurs ne sont pas inquiétés par la Justice, malgré le dépôt de plainte de l'une des victimes, Danielle Lévy. Une manifestation de protestation a lieu le 26 août 1972, six semaines plus tard, pour protester plus généralement contre l'agression perpétrée par le commando de la CFT. 
L'enquête du juge d'instruction Diemer progresse peu pendant deux ans et demi, vraisemblablement par peur de s'attaquer à Citröen. En 1974, un nouveau magistrat reprend le dossier, Guy Floch. Mi-octobre, Marcel Caille et Henri Krasucki, de la CGT, présentent aux journalistes un épais dossier sur les élections professionnelles chez Simca-Chrysler à Poissy, un fief de la CFT, dans lequel sont résumés 59 cas de fraudes de la CFT. Trois semaines plus tard, le 14 novembre 1974, le juge d'instruction Guy Floch, accompagné d'un substitut, de greffiers et de photographes de l'identité judiciaire, se présente au 62 rue Balard, à Paris. Quelques minutes plus tôt, il est déjà entré au 53 de la même rue et a perquisitionné dans les locaux. Pour la première fois, la Justice pénètre dans les usines Citroën.
La plaignante Danielle Lévy avait noté ses souvenirs de la configuration des lieux où on l'avait amenée pour la violer, et ceux-ci correspondent à ceux de la firme Citroën. Le juge accepte de perquisitionner chez Citroën,.
Toutefois, l'affaire est close par un non-lieu cinq ans plus tard.
Citroën disait avoir perdu la trace d'un des principaux accusés, lequel sera retrouvé, par hasard, quelques mois avant l'ordonnance de non-lieu, comme faisant partie du commando de miliciens Citroën qui a abattu l'ouvrier gréviste Pierre Maître à Reims en juin 1977.
Sur appel de l'ordonnance de non-lieu, la chambre d'accusation de Paris a ensuite ordonné la reprise de l'information judiciaire.